# Claix, Charente
Claix är en kommun i departementet Charente i regionen Nouvelle-Aquitaine i västra Frankrike. Kommunen ligger  i kantonen Blanzac-Porcheresse som ligger i arrondissementet Angoulême. År 2022 hade Claix 1 058 invånare.

## Befolkningsutveckling
Antalet invånare i kommunen Claix
Referens:INSEE